# Castelul Báthory din Șimleu Silvaniei
Castelul din Șimleu Silvaniei (cunoscut și sub numele de Castelul Báthory sau Cetatea Báthory) este un ansamblu de monumente istorice situat în orașul Șimleu Silvaniei din județul Sălaj. În Repertoriul Arheologic Național, monumentul apare cu codul 139893.06.
Cetatea din Șimleu Silvaniei este în prezent o ruină. Din ansamblul monumental se păstrează în elevație turnurile de pe latura estică a incintei 1, turnul de poartă al incintei 2 și parțial bastioanele.

## Galerie

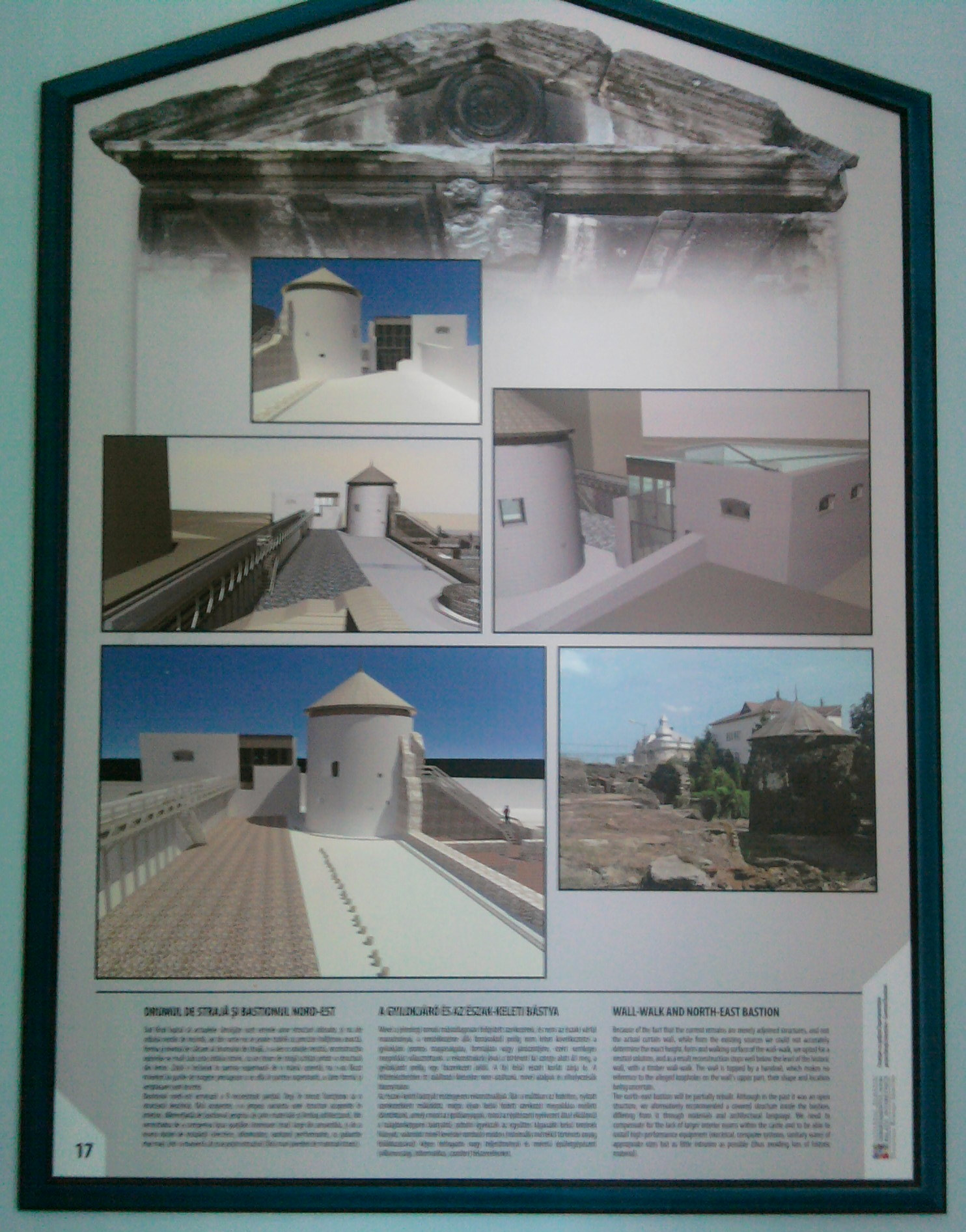
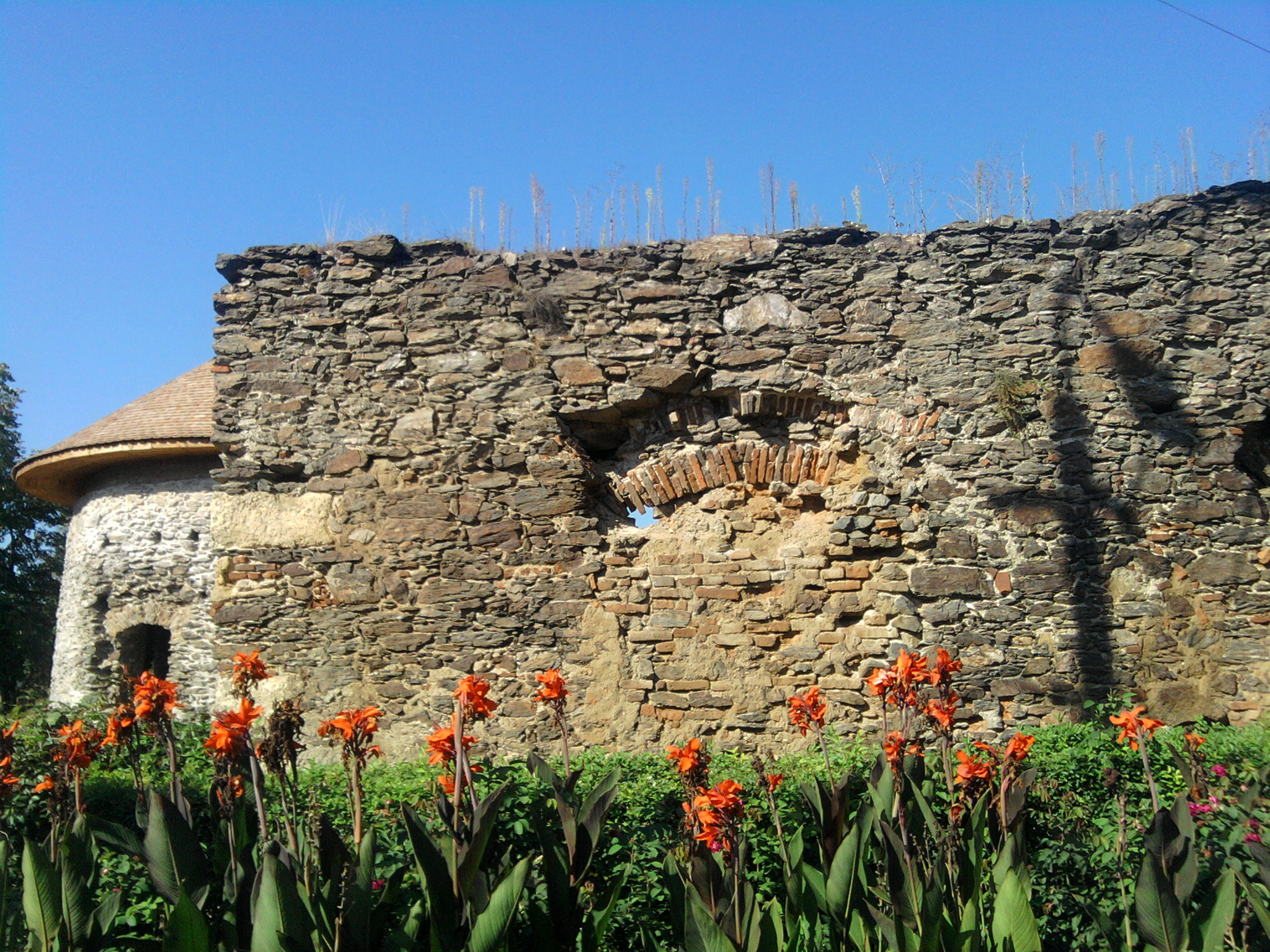
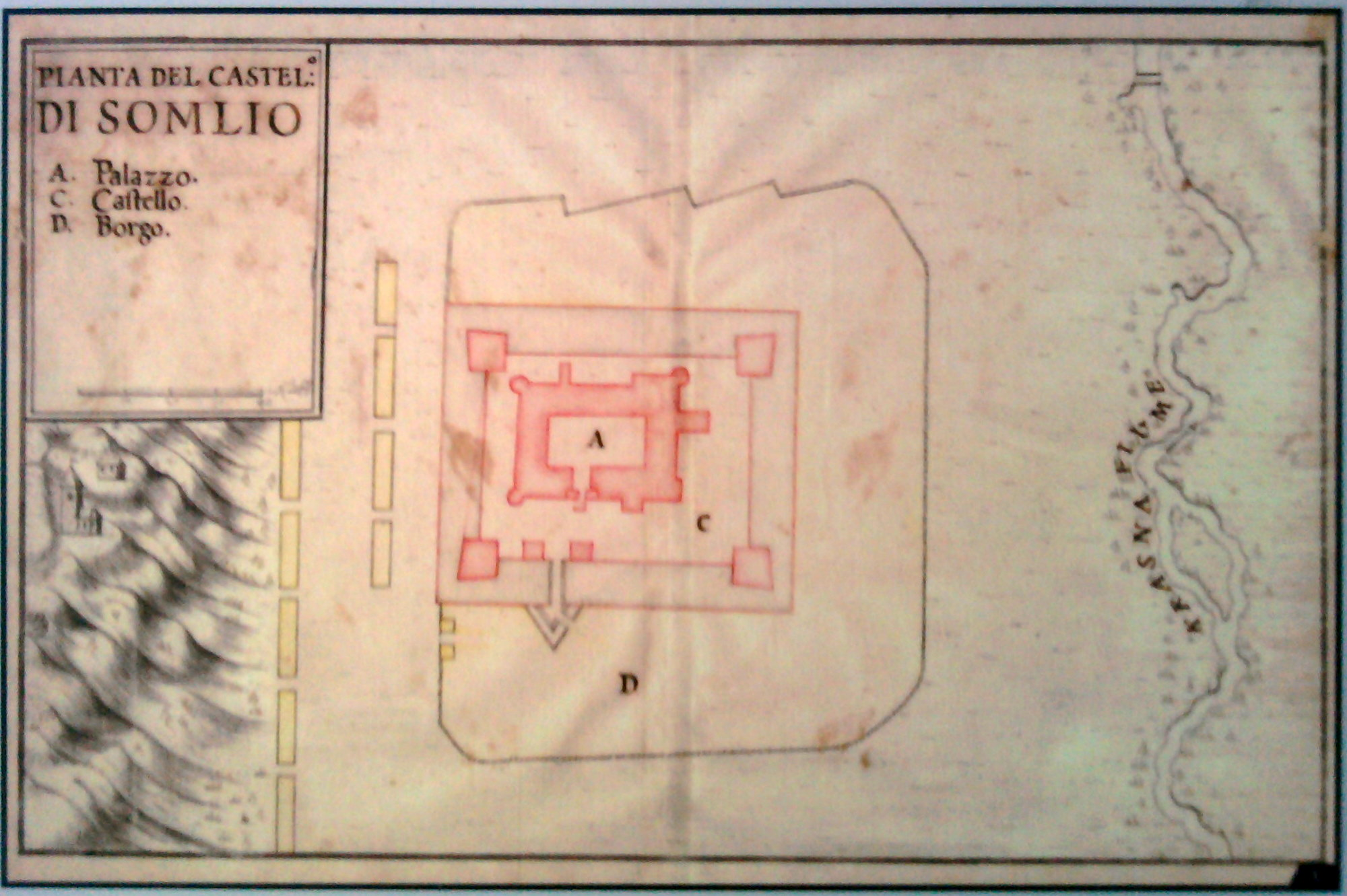
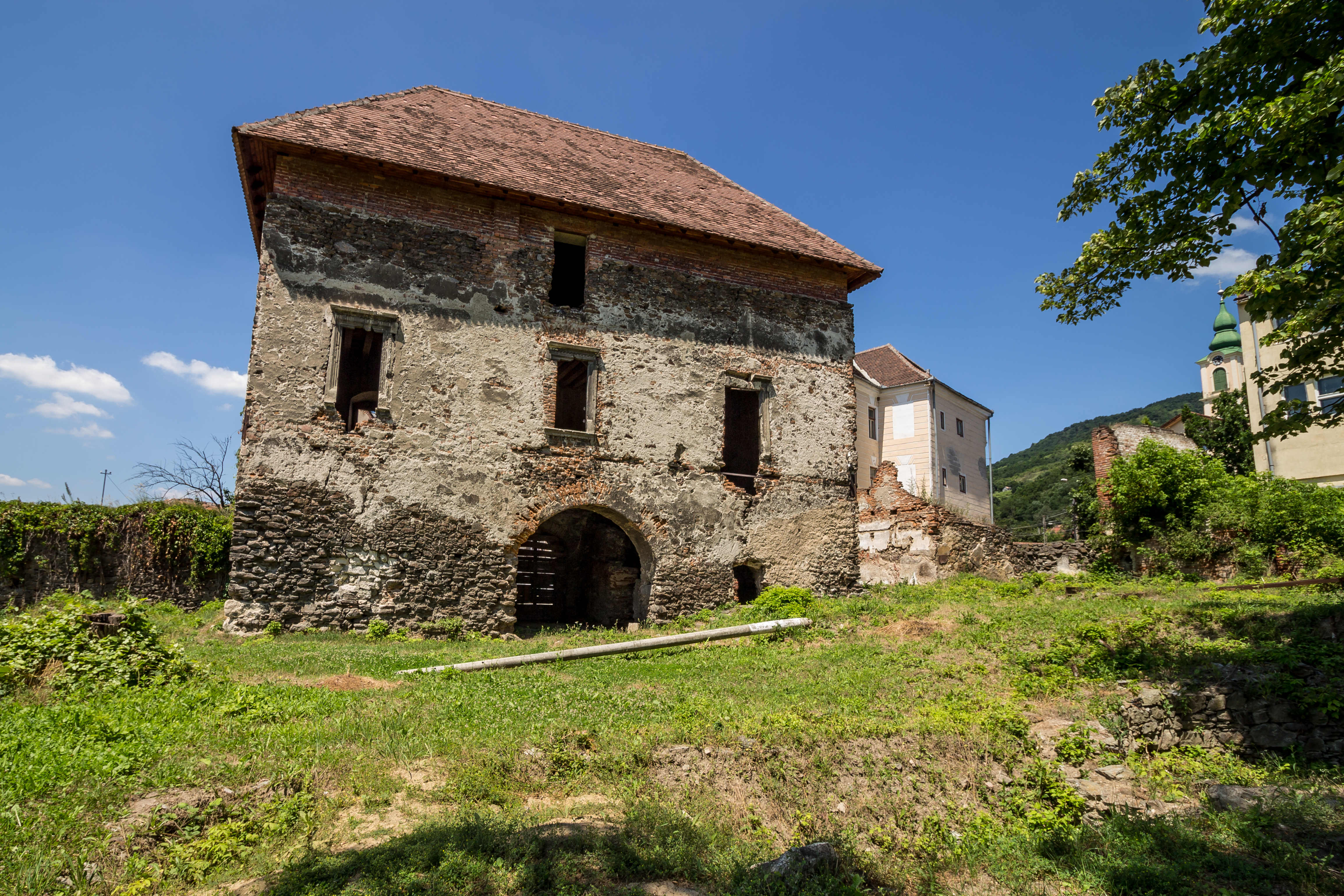
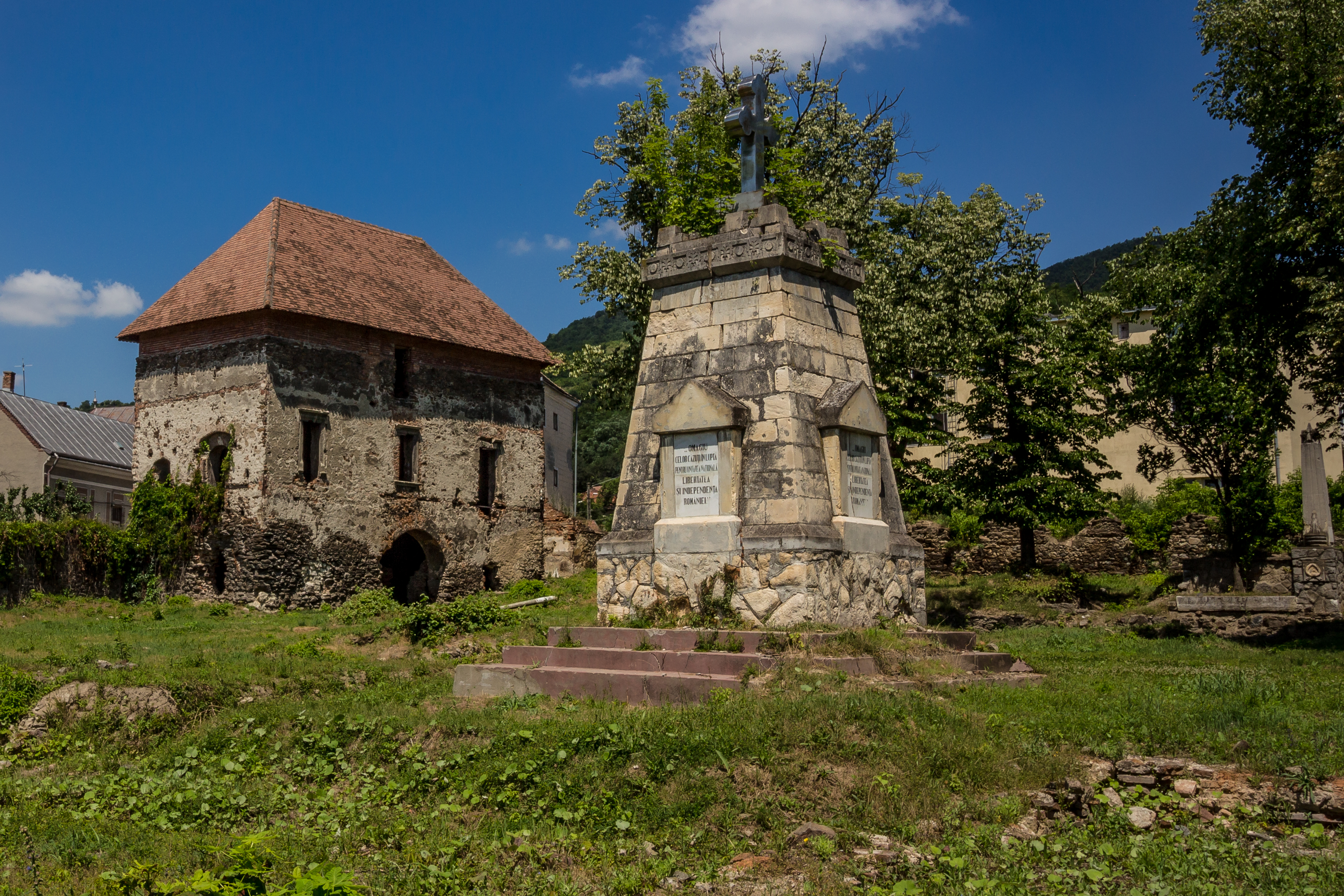
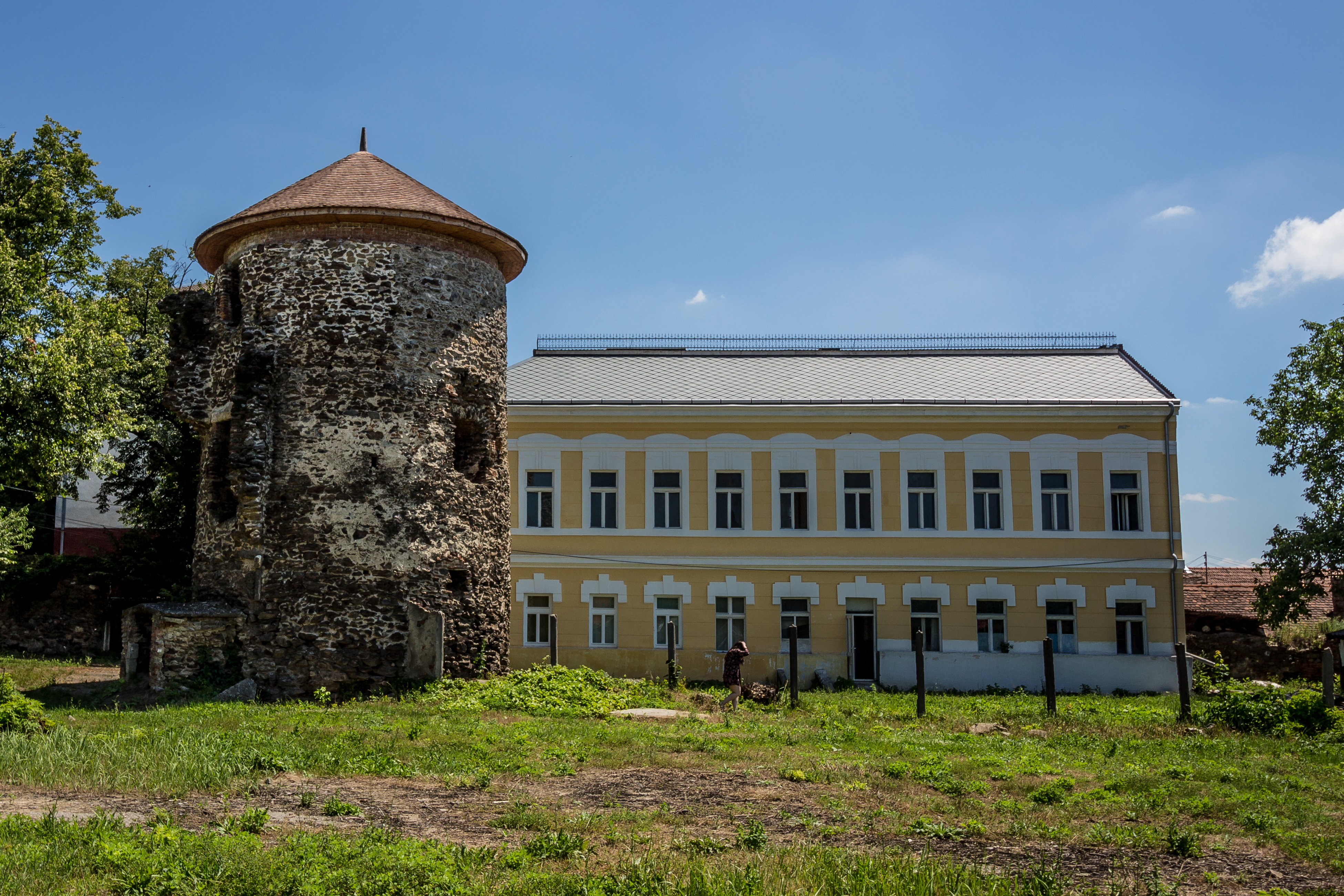
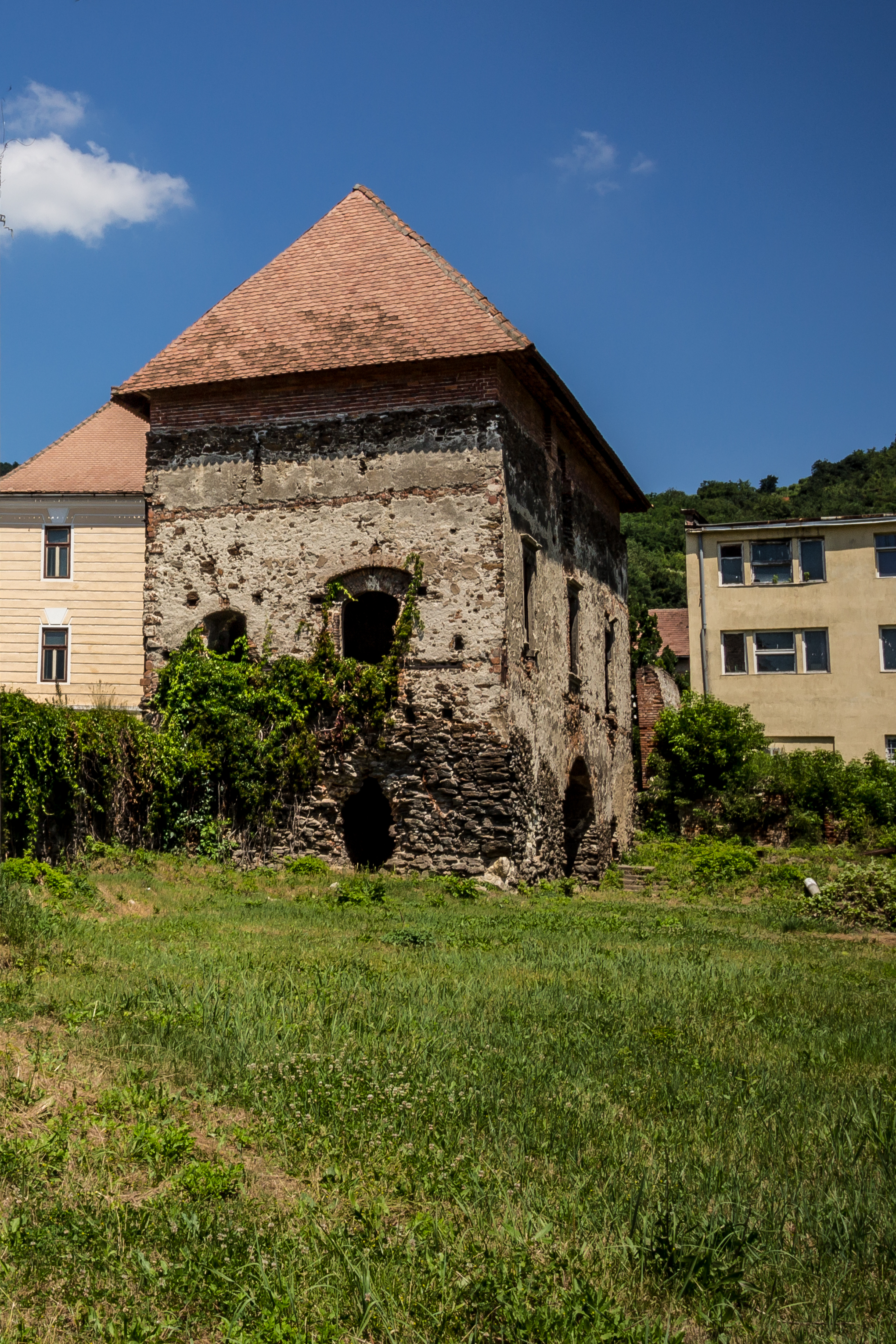
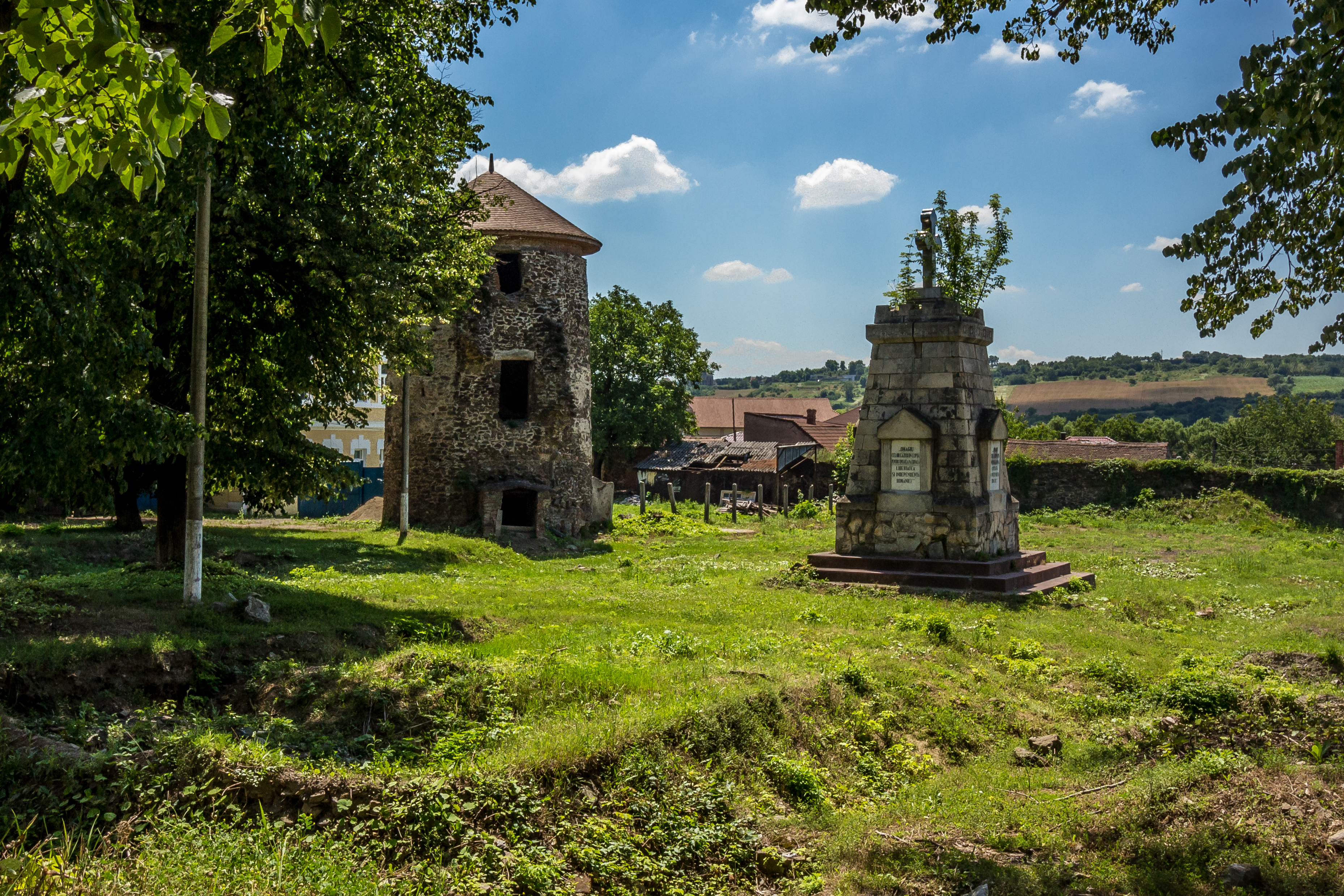
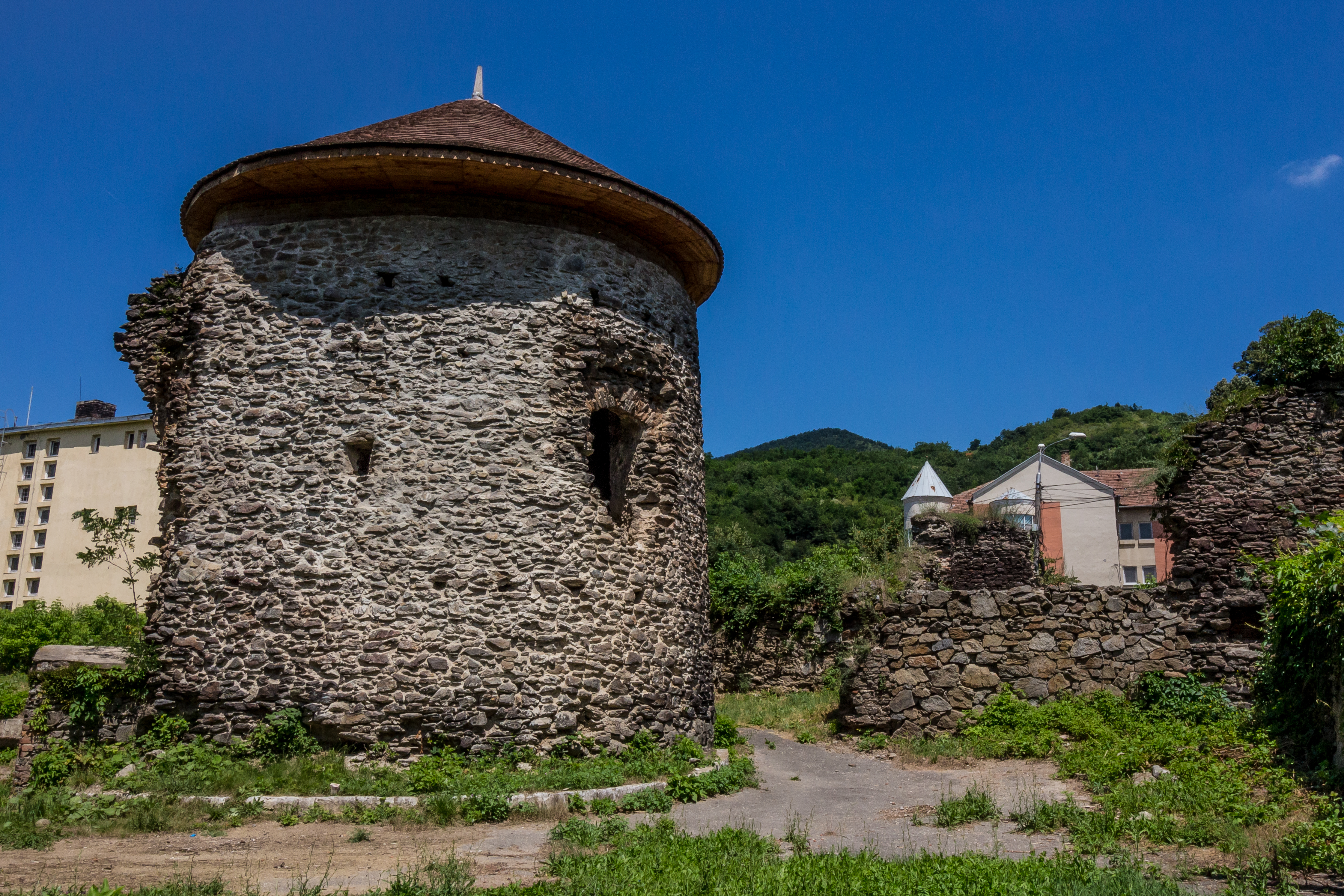
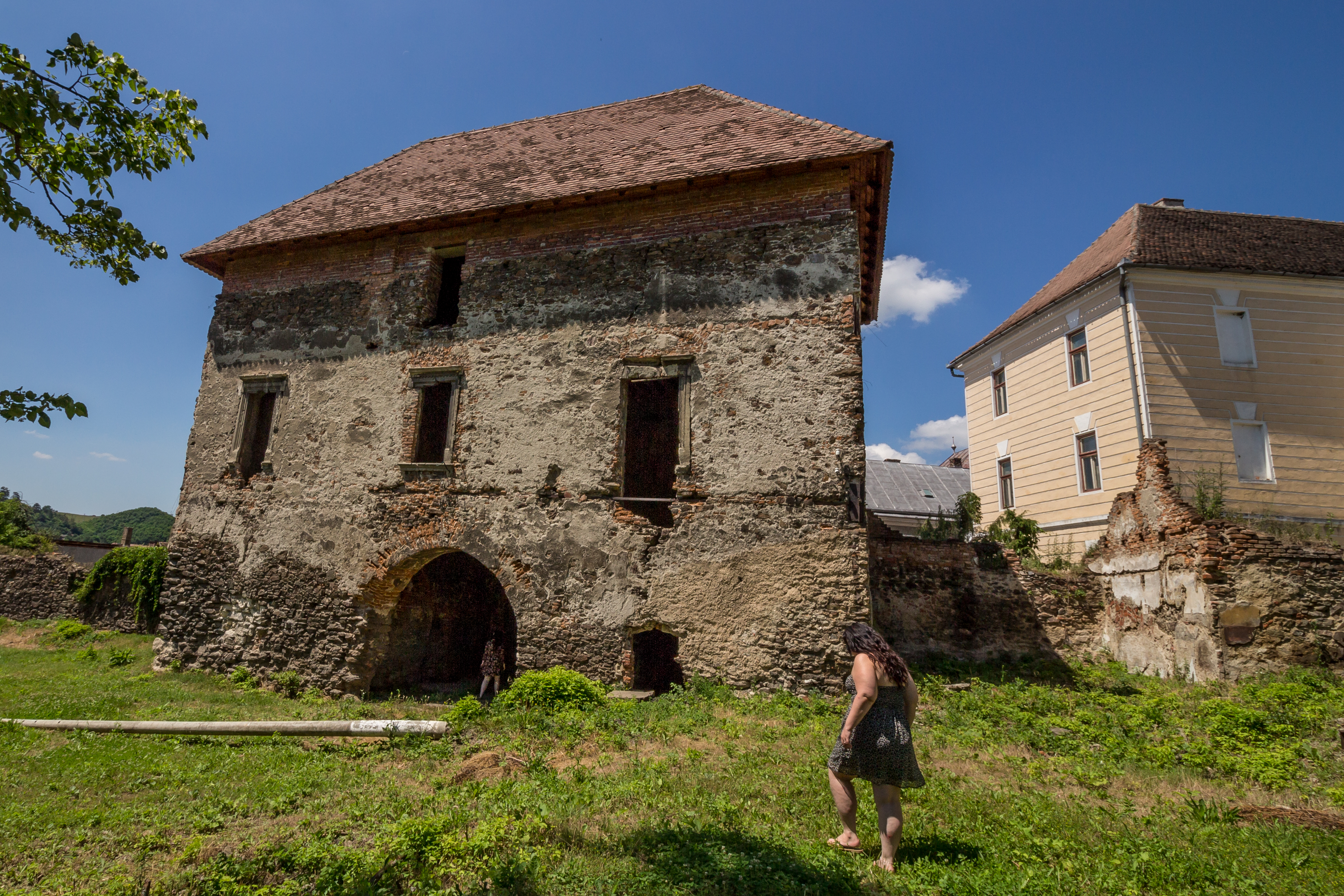